# 山陽電気鉄道網干線
網干線（あぼしせん）は、飾磨駅から山陽網干駅までを結ぶ山陽電気鉄道の鉄道路線である。全線が兵庫県姫路市内にある。駅ナンバリングで使われる路線記号はSY。

## 路線データ
- 路線距離：8.5 km
- 軌間：1,435 mm
- 駅数：7駅（起終点駅含む）
- 複線区間：なし（全線単線）
- 電化区間：全線電化（直流1500V）
- 閉塞方式：自動閉塞式
- 運行管理システム：SANTICS（サンティクス：Sanyo Traffic and Information Control System）
- 最高速度：90 km/h[1]

## 運行形態
網干線内の飾磨駅 - 山陽網干駅間のみの運行で、途中駅が始発・終着になる列車はない。平日のラッシュ時は1時間あたり5本（12分間隔）、日中時間帯と土曜・休日は1時間あたり4本（15分間隔）で運行されている。
網干線の建設が決まったとき、線路を敷く予定地が土地区画整理事業区域になっていて場所や工法についての兵庫県との折衝に時間がかかった。このため、線路用地は複線分を確保するが単線で工事を施工することで建設が始まった経緯があった。そのため現在でも飾磨駅 - 山陽網干駅間のすべての駅で列車交換が可能であり、ほぼ全区間にわたって複線分の用地も手当てされている。
かつては、通勤時間帯などに飾磨駅でスイッチバックして本線の電鉄姫路駅（現在の山陽姫路駅）への直通運転があったが、1991年（平成3年）のダイヤ改正以降の設定はない。
2019年3月現在は、3両編成の3000系・6000系が使用されている。1995年（平成7年）からはワンマン運転を行っており、網干線運行の車両には、ドアチャイムや自動案内放送装置が設置されている。なお、車内での運賃収受がない、いわゆる都市型ワンマンのため、運賃箱・運賃表示器等の機器は設置されていない。
過去には、例年2 - 3月の週末に綾部山梅林への送客を目的とした網干線直通の臨時特急「観梅号」が運転されていた。車両は5000系の4両編成で運転され、当時は4両編成であった3次車で運行されたこともあった。高速神戸発（復路は新開地行き）とし、本線内は特急停車駅に停車、網干線内はノンストップで運行された（運転停車あり）。定期列車が3両編成のみで、特急の運転がない網干線では、希少な優等列車であったが、本線で直通特急が運行開始されて以降は運転されていない。

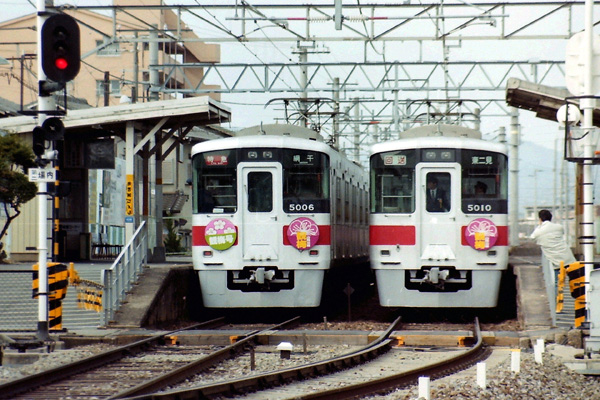
広畑駅で交換する臨時特急「観梅号」と、「観梅号」の回送（1995年）

## 歴史

### 前史
飾磨と網干を結ぶ鉄道路線としては、1927年（昭和2年）に播電鉄道が路線の申請をしたものの「交通状態ニ於テ其ノ必要ヲ認メ」ずとして鉄道大臣から却下されたことがある。

### 網干線の計画
網干線には相生・赤穂経由のルートで岡山市域方面に延伸する構想が一時あった。
そもそも「山陽電気鉄道」の社名は、宇治川電気時代の1928年に飾磨 - 岡山間の鉄道敷設免許申請を行った際、別名義として用いられたことに始まる。この免許申請は、当時の鉄道省が有年 - 赤穂 - 西大寺という競合ルートの計画（戦後赤穂線として開通）を持っていたため却下された。
山陽電気鉄道が、兵庫県南部に限定された路線であるにもかかわらず「山陽」という広範囲を表す地域名を用いていることは、宇治川電気時代末期から山陽電気鉄道設立に至る当時の拡大姿勢を唯一今日に残すものと言える（ただし同社の路線沿線の大半を占める播磨国は山陽道に属していた）。このような、実際の路線の所在地と会社名との相違は、南海電気鉄道など各地で見られる。
しかし、その後も飾磨 - 赤穂間については、鉄道省の計画線と競合しないことから延伸が検討され続け、1936年に再び電鉄飾磨 - 相生（那波）間の鉄道敷設免許申請が行われた。このうち、電鉄飾磨 - 網干間については、日本製鐵（現在の日本製鉄）の製鉄所建設決定など急速な工場立地が進んだことから、その必要性に加えて緊急性が認められ、1937年に免許が交付された。残る網干 - 相生間については却下された。電鉄飾磨 - 網干間は日米開戦直前の1940年10月から翌年7月にかけて順次開業した。
相生・赤穂方面への建設計画が再浮上したのは戦後になってからで、1952年に姫路市網干 - 赤穂市上仮屋間25.2kmの鉄道敷設免許が交付された。前年（1951年）に国鉄赤穂線の相生駅 - 播州赤穂駅間が開業していたにもかかわらず、並行する路線の免許の交付がされた背景には、燃料事情の極端な悪化でバスなどの運行が困難であった当時の社会情勢が影響している。姫路市の下余部公民館に保管されている図面では、山陽網干駅手前で分岐し、揖保川に沿って北西に進み竜野駅、相生駅を目指すルートが示されている。
実際には揖保川への橋梁架設など建設工事にあたって様々な技術的困難が存在し、また多額の建設資金が必要であったこと、その後の急速な燃料事情回復から鉄道延伸の必然性自体が低下したため、ほどなく計画は中断するに至った。1971年秋の網干 - 相生間免許失効をもって、網干以西への延長計画は消滅している。

### 年表
- 1937年（昭和12年）5月25日：鉄道免許状下付（電鉄飾磨駅-揖保郡網干間 動力瓦斯力）[4]
- 1940年（昭和15年）
  - 10月15日：電鉄飾磨駅 - 夢前川駅間が開業[8]。
  - 12月23日：夢前川駅 - 日鉄前（仮）駅間が開業[9]。
- 1941年（昭和16年）
  - 4月27日：日鉄前（仮）駅 - 電鉄天満駅間が開業。日鉄前（仮）駅を移設し広畑駅に改称[10]。
  - 7月6日：電鉄天満駅 - 電鉄網干駅間が開業し全通[11]。
- 1991年（平成3年）4月7日：山陽姫路駅との直通列車廃止。電鉄飾磨駅を飾磨駅、電鉄天満駅を山陽天満駅、電鉄網干駅を山陽網干駅に改称。
- 1995年（平成7年）
  - 1月17日：阪神・淡路大震災で全線不通となる[12]。
  - 1月18日：全線運転再開[12]。
  - 6月16日：ワンマン運転開始[13]。
- 2011年（平成23年）
  - 3月1日：駅構内の喫煙コーナーを廃止し、駅構内を全面禁煙化。
- 2014年（平成26年）4月1日：全駅に駅ナンバリングを導入[14]。
- 2019年（平成31年）2月28日：当路線の主力であった3200形の運用が終了する[15]。翌日からは日中の運用で、1運用以上は必ず6000系が担うこととなった。

## 駅一覧
- 全駅兵庫県姫路市内に所在。下表では駅が所在する同市の区を示す。
- 普通車のみ運転、全列車が各駅に停車。
- 線内の全ての駅で列車交換が可能。
- 駅番号は2014年4月1日より導入[14]。
- 2000年以降、飾磨・山陽網干駅以外の網干線の駅では駅員の常駐がなくなり、駅員は巡回して対応している。

| 駅番号 | 駅名       | 駅間 営業キロ | 累計 営業キロ | 接続路線            | 所在地 |
| ------ | ---------- | ------------- | ------------- | ------------------- | ------ |
| SY 40  | 飾磨駅     | -             | 0.0           | 山陽電気鉄道： 本線 | 飾磨区 |
| SY 51  | 西飾磨駅   | 2.4           | 2.4           |                     | 飾磨区 |
| SY 52  | 夢前川駅   | 1.2           | 3.6           |                     | 広畑区 |
| SY 53  | 広畑駅     | 1.1           | 4.7           |                     | 広畑区 |
| SY 54  | 山陽天満駅 | 0.9           | 5.6           |                     | 大津区 |
| SY 55  | 平松駅     | 1.7           | 7.3           |                     | 大津区 |
| SY 56  | 山陽網干駅 | 1.2           | 8.5           |                     | 網干区 |